# Irja Askola
Irja Kaarina Askola (nascida em 18 de dezembro de 1952 em Lappeenranta) é uma teóloga luterana, escritora, poeta e bispa emérita finlandesa. Ela foi a primeira bispa na Igreja Evangélica Luterana da Finlândia e bispa de Helsinque de 2010 a 2017.

## Biografia
Irja foi a primeira filha do policial Toivo Askola e da fiscal Kerttu Askola. Ela se envolveu com a Igreja pela primeira vez aos oito anos, após a morte de seu pai. Estudou na Universidade de Helsinque e se formou Mestre em Teologia em 1975. Tornou-se Assistente de Pesquisa no mesmo ano, no Projeto Comunitário de Lohja. De 1975 a 1981, foi Professora Assistente de Sociologia da Igreja na Faculdade de Teologia da universidade. Anos depois, para sua biografia, Askola contou que não seguiu a carreira acadêmica e desistiu do seu doutorado devido aos vários assédios sexuais que sofreu de professores e pesquisadores da Faculdade de Teologia.
De 1981 a 1991, foi Secretária de Conferências e Gerente de Planejamento do Colégio Paroquial (Seurakuntaopisto). Em 1982, ela foi nomeada editora-chefe da revista Vartija junto com Simo Knuuttila. Foi membro do Conselho Ecumênico da Finlândia de 1984 a 1992 e em 1985, realizou treinamento de liderança ecumênica na Tanzânia.
Em 1988, recebeu sua ordenação pastoral. De 1988 a 1993, foi Presidente da União Europeia das Academias Ecumênicas de Leigos. Askola atuou na Conferência das Igrejas Europeias, sediada em Genebra, de 1991 a 1999, como Secretária-Executiva. A partir de 1999, trabalhou na Universidade de Ciências Aplicadas de Diaconia (Diakonia-ammattikorkeakoulu) como planejador internacional. Em 2004, se tornou capelã na Paróquia de Alppila. De 2004 até sua eleição, ela fez parte do Capítulo Diocesano da Diocese de Espoo, como secretária diocesana e consultora teológica especial do Bispo Mikko Heikka.

### Eleição
Em 2 de fevereiro de 2010, foi anunciado sua candidatura a Bispo de Helsinque, na sucessão de Eero Huovinen, que se aposentaria em 31 de agosto daquele ano. Várias mulheres já tenham sido propostas como candidatas a bispos no passado, mas nenhuma delas havia sido submetida à votação final até aquele momento. Na eleição episcopal de 2008 da Diocese de Mikkeli, ela também foi candidata, mas não foi eleita. Ela abençoou a união estável de um casal gay durante o processo eleitoral, afirmando esperar que a igreja criasse uma fórmula para abençoar casais registrados.
Em Helsinque, ela era uma dos cinco candidatos no primeiro turno, e na primeira rodada, o vigário Matti Poutiainen, candidato conservador, assumiu a liderança com 399 votos contra 386 de Askola. Assim, pela primeira vez, uma mulher avançou para o segundo e decisivo turno da eleição. Na segunda votação, que ocorreu em 3 de junho, ela derrotou Poutiainen por uma margem estreita de 591 a 567 votos. Assim, aos 57 anos, Askola foi eleita como o sexto bispo de Helsinque.
Sua eleição foi criticada pelos setores tradicionais da igreja finlandesa, contrários ao episcopado feminino e também pela defesa de Irja à benção aos casais de mesmo sexo. O editor-chefe de um jornal cristão conservador afirmou em editorial que um bispo que questiona o nascimento virginal de Jesus e quer abençoar uniões entre pessoas do mesmo sexo está claramente em desacordo com Jesus, os apóstolos e toda a Bíblia.

Em entrevista, Irja Askola comentou as felicitações recebidas com sua eleição:
– Acima de tudo, há confusão e alegria. Há algo muito semelhante à felicidade que havia aqui há 22 anos, quando as primeiras mulheres foram ordenadas sacerdotes. Ao mesmo tempo, estou ciente de que minha escolha foi uma profunda decepção para muitos.
Diante das críticas, mentiras e mensagens de ódio, também afirmou: 
– Claro, mentir dói. Mas é completamente diferente ser genuinamente desagradável. Desde a igreja primitiva, os cristãos têm que discutir questões muito difíceis. Uma igreja onde não se pode discutir é assustadora.
A eleição da primeira bispa na Finlândia foi saudada pelo Secretário Geral da Federação Luterana Mundial, pastor Ishmael Noko: "O fato de que, mais uma vez, uma mulher tenha sido eleita para o cargo de bispa em uma igreja membro da FLM é um sinal importante". A Igreja Católica na Finlândia, representada pelo Bispo Teemu Sippo, lamentou a eleição de uma mulher como Bispo de Helsinque. Numa entrevista ao jornal Kotimaa, Sippo afirmou que isso distancia ainda mais as comunidades eclesiais umas das outras.

## Episcopado
Irja Askola assumiu em 1 de setembro de 2010 a segunda maior das nove dioceses da Igreja Evangélica Luterana da Finlândia, com 40 paróquias e 534 mil paroquianos.
Ela foi consagrada e instalada em 12 de setembro de 2010 pelo Arcebispo de Turku, Kari Mäkinen, na Catedral de Helsínquia. Ele foi auxiliado por outros bispos das igrejas luteranas da Finlândia (Matti Repo, de Tampere, Mikko Heikka, de Espoo, e Eero Huovinen, emérito de Helsinque); Suécia (Lennart Koskinen); Noruega (Olav Skjevesland); Dinamarca (Elisabeth Dons Christensen), Namíbia (Thomas Shivute) e anglicana da Irlanda (Edward Darling, emérito).
Outros convidados estrangeiros também participaram da missa de consagração, incluindo a bispa Tuulikki Koivunen Bylund, da Suécia, a bispa emérita Bärbel Wartenberg-Potter, da Alemanha, a reitora Vivienne Faull, da Inglaterra, bem como o bispo sufragâneo David Hamid.
Como bispa, ao longo de seu mandato, ela participou de diversos conselhos, consultivos, de administração e de supervisão, tanto como membro quanto como presidente. Além das inúmeras críticas e ameaças, ela enfrentou uma ruptura da retina em seu olho direito e um pequeno tumor cancerígeno removido de sua mama. A maioria dos seus colegas bispos também não a apoiou diante dos discursos de ódio contra ela.
No final de 2016, ela anunciou que se aposentaria no próximo ano, quando completaria 65 anos, o que aconteceu em 31 de outubro de 2017. Em agosto de 2017, Teemu Laajasalo foi eleito como bispo de Helsinque, sendo empossado em 1º de novembro.

## Aposentadoria
Askola é solteira e não tem filhos. Em março de 2020, foi um dos primeiros finlandeses a contrair o COVID-19, ao participar de um evento do Dia da Mulher. Ela levou mais de seis meses para se recuperar, mas ficou com sequelas. Um comunicado da Diocese de Helsinque em 2022 informou que ela estava doente, mas não especificou o tipo de doença. Após isso, ela esteve ausente de aparições e da atenção pública até o final de 2024. Em dezembro de 2024, em uma entrevista, ela revelou que morava há dois anos em uma casa de repouso em Helsinque, e estava sofrendo com herpes zoster na perna.

## Posições

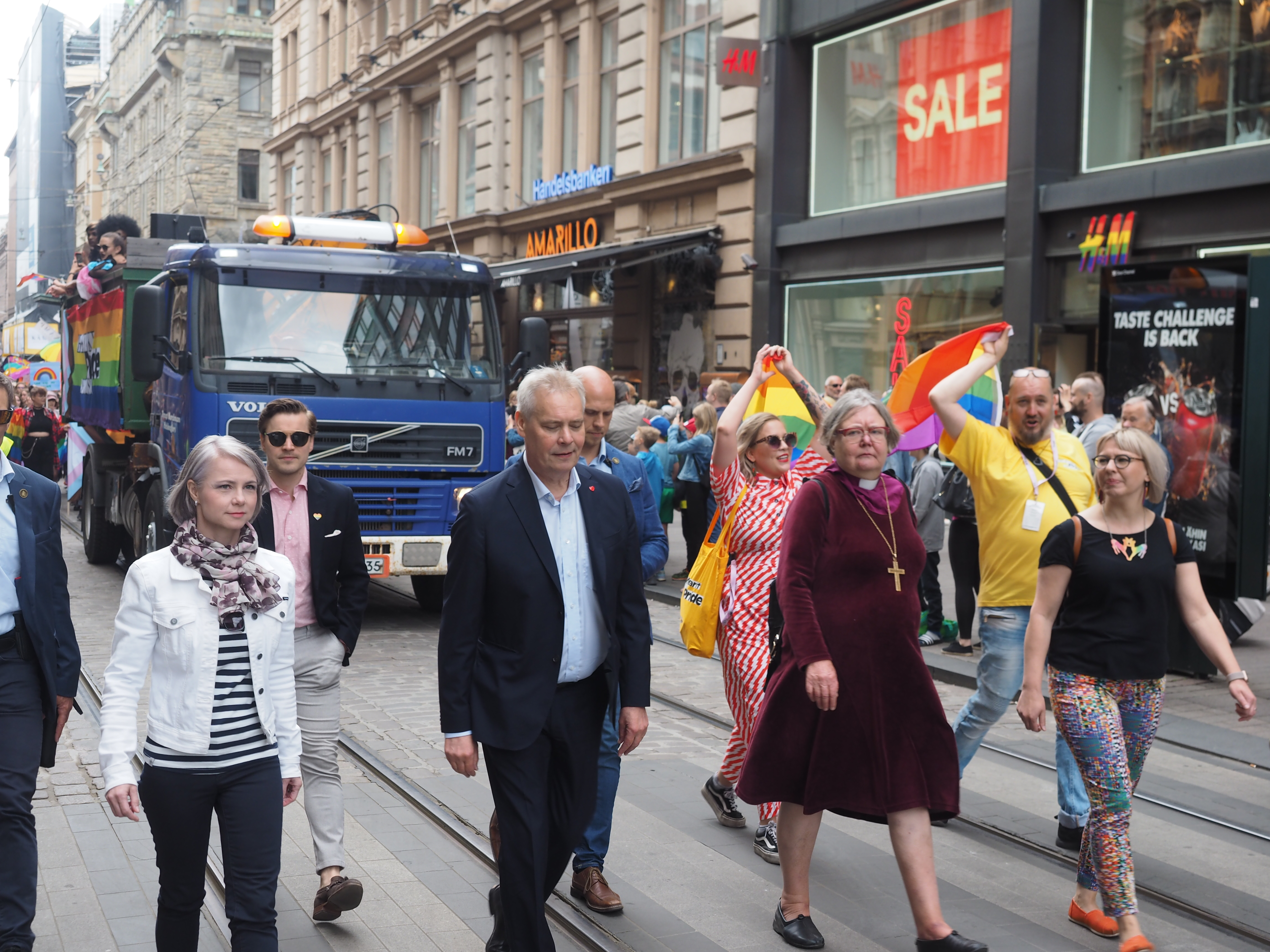
O primeiro-ministro da Finlândia, Antti Rinne (centro-esquerda) e a ex-bispa de Helsinque Irja Askola (à direita de Rinne) na Parada do Orgulho de Helsinque 2019

Askola é considerada liberal e conhecida apoiadora do casamento entre pessoas do mesmo sexo. Em uma entrevista concedida à YLE, após sua eleição, Askola disse que praticaria "um diálogo com a sociedade" e que a Igreja deve abordar questões como as atuais desigualdades sociais e a intolerância racial. Ela também disse que quer acolher mais casais do mesmo sexo para as bênçãos da Igreja, mas que nenhum pastor seria obrigado a fazê-lo.
Em junho de 2013, Askola consagrou um casal do mesmo sexo para o trabalho missionário pela primeira vez na Finlândia; eles foram enviados à região do rio Mekong, no Sudeste Asiático. Centenas de finlandeses conservadores, inclusive clérigos, renunciaram à igreja em protesto nos dias seguintes. Devido às reações antes do evento, seguranças foram designados para acompanhar Askola no centro de convenções Messukeskus; no entanto, o evento ocorreu sem problemas.
Askola apoia o diálogo inter-religioso, mas não estava preparada para ceder instalações da igreja aos muçulmanos.
Em fevereiro de 2017, ela entregou o prêmio Gay do Ano de 2016 a Tuure Boelius, um youtuber de 16 anos, o que causou um debate acalorado na sociedade. Askola afirmou que não sabia da condição de menor de idade do vencedor e que sua função era apenas entregar o prêmio.
Em 2019, Askola participou da parada do Orgulho de Helsinque e caminhou ao lado do primeiro-ministro finlandês Antti Rinne.
Ela também defendeu os imigrantes em busca de asilo na Europa, o que atraiu muitos ataques violentos, principalmente por e-mail.

## Prêmios e honrarias
- 2012 - Medalha de Helsínquia, da Cidade de Helsinque[36]
- 2013 - Comportamentalista do Ano (Vuoden käyttäytyjä), pela Associação Finlandesa de Comportamentistas[37]
- 2015 - 50+ Pessoas Influentes de 2015, leitores da revista Oma Aika[38]
- 2016 - Medalha Linnankoski (Linnankoskimitali myönnettiin), da Sociedade Linnankoski de Porvoo, por defender os necessitados[39]
- 2016 - Prêmio de reconhecimento da Sociedade Miina Sillanpää (Miina Sillanpään Seura), por promover significativamente a igualdade, a solidariedade e o multiculturalismo[40]
- 2016 - Comandante da Ordem da Rosa Branca da Finlândia, pelo presidente Sauli Niinistö[41]
- 2017 - Doutorado honorário em teologia pela Universidade de Helsinque, em reconhecimento ao seu trabalho em posições exigentes na Finlândia e no exterior, bem como à sua coragem como ativista social[42]
- 2017 - Lyyti do Ano (Vuoden Lyyti), da Associação Finlandesa de Mulheres Unioni (Naisasialiitto Unioni), pelo reconhecimento ao trabalho meritório em prol da igualdade[43]
- 2017 - Prêmio Minna Canth (Minna Canth -palkinto), por corajosamente se posicionar em prol da humanidade, da tolerância, do multiculturalismo e da igualdade[44]
- 2022 - Prêmio de Igualdade e Não Discriminação da Igreja (Kirkon tasa-arvo- ja yhdenvertaisuuspalkinto), pelo Conselho da Igreja[45]

#### Poesia com Anja Porio
- Mikä nainen. Helsinque: Kirjapaja, 1985, 9. painos 2008. ISBN 951-621-580-7
- Matkaan naiset. Helsinque: Kirjapaja, 1988, 6. painos 1991. ISBN 951-621-814-8
- Lasinen lapsuus. Helsinque: Kirjapaja, 1990, 3. painos 2004. ISBN 951-621-996-9